# Pallavolo ai XVI Giochi asiatici - Torneo femminile
Il XIII campionato di pallavolo femminile ai Giochi asiatici si è svolto dal 18 al 27 novembre 2010 a Canton, in Cina, durante i XVI Giochi asiatici. Al torneo hanno partecipato 11 squadre nazionali asiatiche e la vittoria finale è andata par la settima volta, la quarta consecutiva, alla Cina.

## Squadre partecipanti
| - Cina - Corea del Nord - Corea del Sud - Giappone - India - Kazakistan | - Maldive - Mongolia - Tagikistan - Taipei cinese - Thailandia |

## Gironi
| Girone A                                          | Girone B                                                       |
| ------------------------------------------------- | -------------------------------------------------------------- |
| Cina Corea del Sud Mongolia Tagikistan Thailandia | Corea del Nord Giappone India Kazakistan Maldive Taipei cinese |

## Fase finale

### Finali 1º e 3º posto
|  | Quarti         | Quarti         |               |                | Semifinale | Semifinale |  |  | Finale | Finale |
|  |                |                |               |                |            |            |  |  |        |        |
|  |                |                |               |                |            |            |  |  |        |        |
|  |                |                |               |                |            |            |  |  |        |        |
|  | Kazakistan     | 3              |               |                |            |            |  |  |        |        |
|  | Kazakistan     | 3              |               |                |            |            |  |  |        |        |
|  | Mongolia       | 0              |               |                |            |            |  |  |        |        |
|  | Mongolia       | 0              | Kazakistan    | 0              |            |            |  |  |        |        |
|  |                |                | Kazakistan    | 0              |            |            |  |  |        |        |
|  |                | Corea del Sud  | 3             |                |            |            |  |  |        |        |
|  | Corea del Sud  | Corea del Sud  | 3             | 3              |            |            |  |  |        |        |
|  | Corea del Sud  |                |               | 3              |            |            |  |  |        |        |
|  | Giappone       | 0              |               |                |            |            |  |  |        |        |
|  | Giappone       | 0              | Corea del Sud | 2              |            |            |  |  |        |        |
|  |                |                | Corea del Sud | 2              |            |            |  |  |        |        |
|  |                | Cina           | 3             |                |            |            |  |  |        |        |
|  | Cina           | Cina           | 3             | 3              |            |            |  |  |        |        |
|  | Cina           |                |               | 3              |            |            |  |  |        |        |
|  | Taipei cinese  | 0              |               |                |            |            |  |  |        |        |
|  | Taipei cinese  | 0              | Cina          | 3              | 3º posto   | 3º posto   |  |  |        |        |
|  |                |                | Cina          | 3              | 3º posto   | 3º posto   |  |  |        |        |
|  |                | Corea del Nord | 0             |                |            |            |  |  |        |        |
|  | Corea del Nord | Corea del Nord | 0             | 3              | Kazakistan | 3          |  |  |        |        |
|  | Corea del Nord |                |               | 3              | Kazakistan | 3          |  |  |        |        |
|  | Thailandia     | 2              |               | Corea del Nord | 0          |            |  |  |        |        |
|  | Thailandia     | 2              |               |                | 0          |            |  |  |        |        |
|  |                |                |               |                |            |            |  |  |        |        |
|  |                |                |               |                |            |            |  |  |        |        |

### Finali 5º e 7º posto
|  | Semifinali    | Semifinali    | Semifinali |            |          | Finale 5º/6º posto | Finale 5º/6º posto | Finale 5º/6º posto |  |
|  |               |               |            |            |          |                    |                    |                    |  |
|  | Mongolia      | Mongolia      | 0          |            |          |                    |                    |                    |  |
|  | Mongolia      | Mongolia      | 0          |            |          |                    |                    |                    |  |
|  | Giappone      | Giappone      | 3          |            |          |                    |                    |                    |  |
|  | Giappone      | Giappone      | 3          |            | Giappone | Giappone           | 1                  |                    |  |
|  |               |               |            |            | Giappone | Giappone           | 1                  |                    |  |
|  |               |               | Thailandia | Thailandia | 3        |                    |                    |                    |  |
|  | Taipei cinese | Taipei cinese | Thailandia | Thailandia | 3        | 0                  |                    |                    |  |
|  | Taipei cinese | Taipei cinese |            |            |          | 0                  |                    |                    |  |
|  | Thailandia    | Thailandia    | 3          |            |          | Finale 7º/8º posto | Finale 7º/8º posto | Finale 7º/8º posto |  |
|  | Thailandia    | Thailandia    | 3          |            |          |                    |                    |                    |  |
|  |               |               |            |            |          |                    |                    |                    |  |
|  |               |               |            |            |          | Mongolia           | Mongolia           | 0                  |  |
|  |               |               |            |            |          | Mongolia           | Mongolia           | 0                  |  |
|  |               |               |            |            |          | Taipei cinese      | Taipei cinese      | 3                  |  |

### Finale 9º posto
|  | Semifinali | Semifinali | Semifinali |         |       | Finale | Finale | Finale |  |
|  |            |            |            |         |       |        |        |        |  |
|  | Tagikistan | Tagikistan | 0          |         |       |        |        |        |  |
|  | Tagikistan | Tagikistan | 0          |         |       |        |        |        |  |
|  | Maldive    | Maldive    | 3          |         |       |        |        |        |  |
|  | Maldive    | Maldive    | 3          |         | India | India  | 3      |        |  |
|  |            |            |            |         | India | India  | 3      |        |  |
|  |            |            | Maldive    | Maldive | 0     |        |        |        |  |
|  | -          | -          | Maldive    | Maldive | 0     | -      |        |        |  |
|  | -          | -          |            |         |       |        |        |        |  |
|  | -          | -          | -          |         |       |        |        |        |  |

## Podio

### Campione
Formazione: 1 Wang Yimei, 2 Zhang Lei, 3 Yang Jie, 4 Shen Jingsi, 6 Zhou Suhong, 7 Zhang Xian, 8 Wei Qiuyue, 10 Li Juan, 11 Xu Yunli, 12 Xue Ming, 14 Chen Liyi, 15 Ma Yunwen, CT: Yu Juemin

### Secondo posto
Formazione: 1 Young Oh-ji, 4 Kim Sa-nee, 8 Nam Jie-youn, 9 Yim Myung-ok, 10 Kim Yeon-koung, 11 Han Yoo-mi, 12 Han Song-yi, 13 Jung Dae-young, 14 Hwang Youn-joo, 15 Kim Se-young, 16 Lee So-la, 17 Yang Hyo-jin, CT: Park Sam-ryong

### Terzo posto
Formazione: 1 Natalya Zhukova, 3 Sana Jarlagassova, 5 Olga Nassedkina, 6 Olessya Arslanova, 8 Korinna Ishimtseva, 9 Irina Lukomskaya, 10 Yelena Ezau, 11 Marina Storozhenko, 13 Yuliya Kutsko, 15 Lyudmila Anarbayeva, 16 Inna Matveyeva, 17 Olga Drobyshevskaya, CT: Bakhytzhan Baitureyev

## Classifica finale
| Classifica | Squadre        |
| ---------- | -------------- |
|            | Cina           |
|            | Corea del Sud  |
|            | Kazakistan     |
| 4          | Corea del Nord |
| 5          | Thailandia     |
| 6          | Giappone       |
| 7          | Taipei cinese  |
| 8          | Mongolia       |
| 9          | India          |
| 10         | Maldive        |
| 11         | Tagikistan     |